# مجله حقوق بشر نوردیک
مجله حقوق بشر نوردیک (انگلیسی: Nordic Journal of Human Rights) یک مجله دانشگاهی داوری همتا است که توسط مرکز حقوق بشر نروژی (بخشی از دانشکده حقوق دانشگاه اسلو) با همکاری دانشگاه Universitetsforlaget  منتشر می‌شود. این مجله یک نگاه وسیع و متقابل انضباطی در مورد حقوق بشر، به ویژه در کشورهای نوردیک دارد.

## رتبه‌بندی
در فهرست انجمن نروژی موسسات آموزش عالی (شاخص علمی نروژ) این مجله به عنوان نشریه سطح ۲ رتبه‌بندی شده‌است. سطح دوم شامل ۲۰٪ از معتبرترین مجلات در هر رشته، که در این نمونه حقوق است، می‌باشد.
این مجله در سال ۱۹۸۲ تأسیس شد و در ابتدا به زبان اسکاندیناوی تحت عنوان Mennesker og Rettigheter به معنی حقوق بشر منتشر شد. در سال ۲۰۰۴ به Nordisk tidsskrift Menneskerettigheter به معنی مجله حقوق بشر نوردیک تغییر نام یافت. در سال ۲۰۱۰ به یک مجله انگلیسی تبدیل شد و نامش به مجله حقوق بشر نروژی تغییر کرد.